# مسابقه سرعت (فیلم)
مسابقه سرعت (به انگلیسی: Speed Racer) یک فیلم اکشن آمریکایی محصول سال ۲۰۰۸، که بر اساس سری مانگای ژاپنی به همین نام نوشته تاتسو یوشیدا ساخته شده‌است. این فیلم به نویسندگی و کارگردانی برادران واچوفسکی بوده و در آن بازیگرانی همچون امیل هرش، کریستینا ریچی، جان گودمن، سوزان ساراندون، متیو فاکس، هیرویوکی سانادا و رین ایفای نقش کرده‌اند.